# Tião Rocha
Sebastião Rocha, mais conhecido como Tião Rocha (Belo Horizonte, 30 de agosto de 1948), é um educador, antropólogo e folclorista brasileiro. Tião Rocha é autor de obras de desenvolvimento cultural e comunitário, além de membro de várias organizações de fomento a iniciativas na área.
Fundador e Presidente do Centro Popular de Cultura e Desenvolvimento/CPCD, organização não governamental sem fins lucrativos, criada em 1984, em Belo Horizonte/MG, que trabalha com educação popular e com desenvolvimento comunitário a partir da cultura isso é compromisso social.
Nascido em Minas Gerais, Tião Rocha iniciou seus estudos no Grupo Escolar Sandoval de Azevedo. Sua trajetória escolar foi marcada por experiências que questionavam o modelo tradicional de educação, como o episódio em que foi repreendido por relacionar uma história literária à sua própria vivência familiar. 
Graduou-se em História pela Pontifícia Universidade Católica de Minas Gerais (PUC Minas) e posteriormente especializou-se em Antropologia, com foco em cultura popular. Durante sua carreira acadêmica, atuou como professor desde a graduação até o doutorado, mas posteriormente adotou o termo educador — definindo-se como alguém que "aprende" em vez de apenas "ensinar".  
Em 2005, Tião teve sua história de vida registrada pelo Museu da Pessoa, publicada com o título "Educação debaixo do pé de manga". 